# صلاح شحاده
صلاح مصطفی محمد شحاده یکی از رهبران گردان‌های القسام شاخه نظامی جنبش حماس بود مه در سال ۲۰۰۲ با انداختن یکی بمب دو هزار کیلویی بر منزل وی توسط جنگنده‌های اسرائیلی ترور شد. برادر وی محمد شحاده نیز در سال ۲۰۰۸ ترور شد.